# Monsireigne
Monsireigne é uma comuna francesa na região administrativa da Pays de la Loire, no departamento de Vendéia. Estende-se por uma área de 20,5 km². Em 2010 a comuna tinha 981 habitantes (densidade: 47,9 hab./km²).